# Celoštevilski graf
Celoštevilski graf (tudi integralni graf) je v teoriji grafov graf katerega spekter je v celoti sestavljen iz celih števil. Ali drugače – graf je celoštevilski, če in samo če so vse njegove lastne vrednosti karakterističnega polinoma cela števila.
Pojem celoštevilskega grafa sta uvedla leta 1974 Harary in Schwenk.

## Zgledi
- polni graf Kn je celoštevilski za vse n. Na primer tetraedrski graf K4.
- prazni graf {\displaystyle {\bar {K}}_{n}} je celoštevilski za vse n.
- med kubičnimi simetričnimi grafi so graf napeljav, Petersenov graf, Desarguesov graf in Naurujski graf celoštevilski.
- Higman-Simsov graf, Hall-Jankov graf, Clebschev graf, Hoffman-Singletonov graf, Hoffmanov graf in Šrikhandov graf so celoštevilski.

- Polni graf K1 (prazni graf N1,  {\displaystyle {\overline {K}}_{1}})
- Polni graf K4 (tetraedrski graf)
- Graf napeljav (Thomsenov graf K3,3)
- Petersenov graf
- Hoffmanov graf
- Šrikhandov graf
- Clebschev graf
- Desarguesov graf
- Naurujski graf
- Hoffman-Singletonov graf
- Higman-Simsov graf
- Hall-Jankov graf